# Felicitazioni!
Felicitazioni! 1984-2024 è la settima raccolta discografica del gruppo musicale punk rock italiano CCCP - Fedeli alla linea, pubblicato il 13 ottobre 2023 dalla Universal Music Group.

## Descrizione
L'album in questione è un cofanetto discografico contenente 18 brani, incisi su CD e su doppio LP. Il motivo di questa raccolta è per celebrare i 40 anni dell'uscita del loro primo singolo, ovvero Ortodossia. I formati menzionati prima possono anche essere comprati separatamente.
Il titolo del cofanetto, oltre ad un riferimento al testo di Spara Jurij, è il nome della mostra tenuta a Reggio Emilia ai Chiostri di San Pietro, anche questa per celebrare i 40 anni dei CCCP. La mostra è tenuta fra il 12 ottobre 2023 e il 10 marzo 2024.

## Tracce

### CD
1. Live In Pankow – 2:39
2. Spara Jurij – 1:57
3. Emilia Paranoica – 7:26
4. Morire – 3:21
5. Mi Ami? – 2:46
6. Io Sto Bene – 3:07
7. Curami – 4:23
8. A Ja Ljublju Sssr (Gimm Sovetskogo Soyusa) – 4:38
9. Manifesto – 4:08
10. Radio Kabul – 4:42
11. Guerra E Pace – 4:58
12. Svegliami – 3:47
13. Palestina (15/12/1988) / Madre – 5:21
14. Tomorrow (feat. Amanda Lear) – 4:00
15. Amandoti – 2:49
16. Depressione Caspica – 5:13
17. Maciste Contro Tutti – 10:02
18. Annarella – 4:25

Durata totale: 79:42

### LP
Lato A
1. Live In Pankow – 2:39
2. Spara Jurij – 1:57
3. Emilia Paranoica – 7:26
4. Morire – 3:21
5. Mi Ami? – 2:46

Durata totale: 18:09
Lato B
1. Io Sto Bene – 3:07
2. Curami – 4:23
3. A Ja Ljublju Sssr (Gimm Sovetskogo Soyusa) – 4:38
4. Manifesto – 4:08
5. Radio Kabul – 4:42

Durata totale: 20:58
Lato C
1. Guerra E Pace – 4:58
2. Svegliami – 3:47
3. Palestina (15/12/1988) / Madre – 5:21
4. Tomorrow (feat. Amanda Lear) – 4:00

Durata totale: 18:06
Lato D
1. Amandoti – 2:49
2. Depressione Caspica – 5:13
3. Maciste Contro Tutti – 10:02
4. Annarella – 4:25

Durata totale: 22:29